# Joe Henderson
Joe Henderson, född 24 april 1937 i Lima, Ohio, död 30 juni 2001, var en amerikansk jazzsaxofonist.
Henderson var som mest aktiv under 1960-talet och början av 1970-talet då han spelade med bland andra Herbie Hancock, Horace Silver, Blood, Sweat & Tears och Chaka Khan.